# Pascale Quao-Gaudens
Pascale Quao-Gaudens (đôi khi Pascale Quao-Gaudens Clavreuil) (sinh năm 1963) là một nhà văn và nghệ sĩ người Bờ Biển Ngà.
Sinh ra ở Abidjan, Quao-Gaudens đã học ở quê hương trước khi đến Pháp để học cao hơn. Cô đã chọn học nghệ thuật nhựa, và đến Paris năm 1986, ở đó làm việc như một họa sĩ minh họa cho một số biên tập viên. Cô cũng đảm nhận vị trí thư ký và biên tập viên với Bordas. Sau đó, cô trở lại Abidjan để điều hành một hiệu sách và phòng trưng bày nghệ thuật. Cô đã xuất bản một tập thơ  và một cuốn sách dành cho trẻ em. Tác phẩm của cô đã được triển lãm ở quê nhà, và thơ của cô đã được tuyển tập và dịch sang tiếng Anh.